# UD Las Palmas
Unión Deportiva Las Palmas er en spansk fodboldklub, som ligger i byen Las Palmas de Gran Canaria på Gran Canaria, som er en af de Kanariske Øer. Klubben spiller i den bedste række, primera  División. Klubben blev grundlagt den 22. august, 1949 og spiller sine hjemmekampe på Estadio de Gran Canaria, som har en kapacitet på 32,150 siddepladser.